# Epiclerus haeckeli
Epiclerus haeckeli is een vliesvleugelig insect uit de familie Tetracampidae. De wetenschappelijke naam is voor het eerst geldig gepubliceerd in 1913 door Girault.